# أليساندرو أبيو
أليساندرو أبيو (بالإيطالية: Alessandro Abbio) هو لاعب كرة سلة إيطالي سابق. مثّل منتخب بلاده. شارك في مسابقة كرة السلة في الألعاب الأولمبية الصيفية.

## الميداليات
| الميدالية | المسابقة                         |
| --------- | -------------------------------- |
| فضية      | بطولة أمم أوروبا لكرة السلة 1997 |
| ذهبية     | بطولة أمم أوروبا لكرة السلة 1999 |

## روابط خارجية
- أليساندرو أبيو على موقع الاتحاد الدولي لكرة السلة (الإنجليزية)
- أليساندرو أبيو على موقع الدوري الإسباني لكرة السلة (الإسبانية)
- أليساندرو أبيو على موقع كرة السلة الأوروبية.كوم (الإنجليزية)
- أليساندرو أبيو على موقع ريلجم (الإنجليزية)
- أليساندرو أبيو على موقع بروبوليرز (الإنجليزية)
- أليساندرو أبيو على موقع سبورتس رفرنس (الإنجليزية)
- أليساندرو أبيو على موقع أوليمبيديا (الإنجليزية)